# Dark Skies – Tödliche Bedrohung
Dark Skies – Tödliche Bedrohung (Originaltitel: Dark Skies) ist eine US-amerikanische Mystery-Fernsehserie mit nur einer Staffel. In Dark Skies geht es um die direkte außerirdische Bedrohung und wie seit den frühen 1950ern damit umgegangen wird. Natürlich weiß die Bevölkerung nichts von der Gefahr und ohne das Wissen der Menschheit beginnt ein Kampf, dessen Siegerpartei noch ungewiss ist.
Die Handlung der Serie sollte vom Jahr 1960 bis zur Jahrtausendwende 2000 spielen. Letztlich wurde aber nur die erste Staffel (von 1960 bis 1970) gedreht. Diese Idee wurde von Steven Spielberg in Taken aus dem Jahr 2002 wieder aufgegriffen.
Die Serie wurde in Deutschland von April bis August 1997 von ProSieben ausgestrahlt.

## Die Geschichte
Der Geheimbund Majestic 12, der von Captain Frank Bach geleitet wird, steht im Mittelpunkt der Serie und der Zuschauer erfährt – über die 19 Folgen der Staffel –, welche Auswirkungen der Roswell-Zwischenfall auf die Geschichte nahm. So werden in Dark Skies wichtige geschichtliche Ereignisse, wie der Tod John F. Kennedy uminterpretiert und stehen im direkten Zusammenhang mit der Bedrohung aus dem All, dem Hive.
Die Serie wird als Erzählung des Protagonisten John Loengard dargestellt, so heißt es in der Original-Introsequenz zur Serie:

“I’m recording this, because we may not make it through the night. They’re here, they’re hostile and powerful people don’t want you to know. History as we know it, is a lie!”

„Ich zeichne dies auf, da wir es vielleicht nicht über die Nacht schaffen werden. Sie sind hier, sie sind feindselig und mächtige Leute wollen, dass Du nichts davon erfährst. Die Geschichte wie wir sie kennen ist eine Lüge!“

Kimberly Sayers steht Loengard im Kampf gegen „die Grauen“ und Majestic-12 zur Seite, wechselt jedoch kurz vor Ende der Serie die Fronten und ist von diesem Moment an ein Verbündeter der Außerirdischen und führt zusammen mit Jim Steele, (dem Bösewicht der Serie) die Befehle der Außerirdischen aus, um die Welt auf eine feindliche Übernahme vorzubereiten.
Mit den Worten „Be brave“ verabschiedete sich John Loengard aus der letzten Folge.
Die wahre Bedrohung geht in Dark Skies von den sogenannten Ganglionen aus, welche sich an das Gehirn heften, um den Wirt nach ihrem Willen zu steuern. Eine von einem Ganglion befallene Person weist dabei extreme Verhaltensveränderungen auf. Ganglionen sind in diesem Fall etwa faustgroße, mit Tentakeln bewehrte außerirdische Lebensformen, welche es sich zur Aufgabe gemacht haben, fremde Kulturen zu unterjochen und deren Ressourcen auszuschöpfen. Die eigentlichen Wirtskörper („Die Grauen“ und als Nächstes die Menschen) dienen dabei nur als Mittel zum Zweck.

## Episoden
| Nr. | Deutscher Titel              | Originaltitel          | Erstausstrahlung USA | Deutschsprachige Erstausstrahlung (D) |
| --- | ---------------------------- | ---------------------- | -------------------- | ------------------------------------- |
| 1   | Das furchtbare Geheimnis     | The Awakening          | 21. Sep. 1996        | 3. Apr. 1997                          |
| 2   | Augenzeugen der Landung      | Moving Targets         | 28. Sep. 1996        | 10. Apr. 1997                         |
| 3   | Der unbekannte Astronaut     | Mercury Rising         | 19. Okt. 1996        | 17. Apr. 1997                         |
| 4   | Das Beatles-Experiment       | Dark Days Night        | 26. Okt. 1996        | 24. Apr. 1997                         |
| 5   | Das Rätsel von Dreamland     | Dreamland              | 2. Nov. 1996         | 15. Mai 1997                          |
| 6   | Das abnorme Wesen            | Inhuman Nature         | 9. Nov. 1996         | 22. Mai 1997                          |
| 7   | Die fliegenden Felsen        | Ancient Future         | 16. Nov. 1996        | 29. Mai 1997                          |
| 8   | Die Ereignisse von Socorro   | Hostile Convergence    | 7. Dez. 1996         | 5. Juni 1997                          |
| 9   | Das Jahr der Unruhen         | We Shall Overcome      | 14. Dez. 1996        | 12. Juni 1997                         |
| 10  | In teuflischen Wellen        | The Last Wave          | 4. Jan. 1997         | 19. Juni 1997                         |
| 11  | Der Feind ist überall        | The Enemy Within       | 11. Jan. 1997        | 26. Juni 1997                         |
| 12  | Abgründe tun sich auf        | The Warren Omission    | 18. Nov. 1997        | 3. Juli 1997                          |
| 13  | Aura Z schaltet sich ein     | White Rabbit           | 1. Feb. 1997         | 10. Juli 1997                         |
| 14  | Der Kontakt anderer Art      | Shades of Gray         | 8. Feb. 1997         | 17. Juli 1997                         |
| 15  | Flammen über L.A.            | Burn, Baby, Burn       | 1. März 1997         | 24. Juli 1997                         |
| 16  | Welchen Krieg wollt Ihr?     | Both Sides Now         | 8. März 1997         | 31. Juli 1997                         |
| 17  | Der Tag, als es dunkel wurde | To Prey in Darkness    | 15. März 1997        | 7. Aug. 1997                          |
| 18  | Das Ende vor Augen           | Strangers in the Night | 24. Mai 1997         | 14. Aug. 1997                         |
| 19  | Die Flucht nach vorn         | Bloodlines             | 31. Mai 1997         | 21. Aug. 1997                         |

## DVD
- Dark Skies – die komplette Serie. englisch/deutsch, Ascot Elite Home Entertainment 2011, 6 DVD